# 摩根縣 (西維吉尼亞州)
摩根县（英語：Morgan County）是美國西維吉尼亞州東部的一個縣，北鄰馬里蘭州，南鄰維吉尼亞州。面積593平方公里。根據美國2000年人口普查，共有人口14,943人。縣治巴斯 (Bath)。
成立於1820年3月。縣名紀念美國獨立戰爭軍官丹尼爾·摩根。